# Gustavo Sondermann
Pour les articles homonymes, voir Sondermann.
Gustavo Sondermann, né le 17 février 1982 et mort le 3 avril 2011, est un pilote brésilien de stock-car.

## Biographie
Au cours de la première course de la Copa Chevrolet Montana 2011 sur le circuit de l'Autódromo José Carlos Pace, Sondermann entre en collision avec Pedro Boesel avant la ligne droite d'arrivée. Il est extrait de sa voiture avec des lésions fatales à la tête et transporté dans un coma profond à l'hôpital, où il meurt.